# Verosimilitud biológica
El término verosimilitud biológica se refiere a la consistencia de una proposición, con el conocimiento médico y biológico existente; en particular, sobre la relación causal entre un factor biológico y una enfermedad determinada. Es por eso un elemento esencial del trasfondo intelectual de la epidemiología.
El término fue acuñado en los trabajos fundamentales que determinaron la causalidad de las enfermedades relacionadas al tabaco (Informe del Cirujano General de 1964 acerca de los daños a la salud atribuibles al consumo de tabaco, 1964). También es una parte importante del proceso de evaluar si una terapia propuesta (droga, vacuna, procedimiento quirúrgico, etc.) tiene un beneficio real para el paciente; por lo que tiene aplicación en el debate de temas controversiales de interés público, tales como las controversias sobre las vacunas.

## Aplicaciones
Según indica la OMS, la verosimilitud biológica es uno de los criterios empleados para que una relación sea considerada casual. Los otros son coherencia, firmeza de la asociación, especificidad, y relación temporal. Al respecto indica que la “asociación debe ser racional, es decir, verosímil y con una explicación biológica acorde con los conocimientos establecidos sobre la historia natural y biología de la enfermedad”. Ha sido observado que, a pesar de su importancia, que la mayoría de los tratamientos alternativos carecen de verosimilitud biológica demostrada.